# André Germain
Pour les articles homonymes, voir Germain.
André Germain est un directeur de la photographie français, né Jules Germain le 7 mai 1903 à Montvicq (Allier), mort le 30 décembre 1988 à Paris 15e.

## Biographie
Au cinéma, André Germain débute comme chef opérateur sur Un de la légion (avec Fernandel et Suzy Prim) et Rigolboche (avec Mistinguett et Jules Berry), tous deux sortis en 1936 et réalisés par Christian-Jaque, qu'il retrouve à l'occasion de sept autres films — le dernier est Le Grand Élan (1940), avec Max Dearly et Mila Parély —.
Durant sa carrière, il assiste également les réalisateurs Maurice Tourneur (Katia, version de 1938, avec Danielle Darrieux et John Loder), Richard Pottier (six films, dont Destins en 1946, avec Tino Rossi et Micheline Francey), Jacques Daniel-Norman (trois films, dont Si ça peut vous faire plaisir en 1948, avec Fernandel et Antonin Berval), Henri Verneuil (trois films, dont La Table-aux-crevés en 1951, avec Fernandel et Andrex), ou encore Robert Vernay (trois films, dont Les carottes sont cuites en 1956, avec Jane Sourza et Raymond Souplex), entre autres.
Au total, il contribue à une soixantaine de films français, le dernier étant Je, tu, elles... de Peter Földes (1969, avec Monique Lejeune et Francis Blanche), après lequel il se retire. Cas particulier, il collabore comme cadreur à un film franco-américain tourné à Paris, L'Homme de la tour Eiffel de Burgess Meredith (1949, avec Charles Laughton interprétant l’Inspecteur Jules Maigret).
À la télévision, André Germain est directeur de la photographie sur la série Le train bleu s'arrête 13 fois (1965) et le feuilleton Rue barrée d'André Versini (1967, avec Jean Champion et Arlette Didier).

## Filmographie
(à priori complète)
Films français, comme directeur de la photographie, sauf mention contraire

### Au cinéma
- 1936 : Un de la légion de Christian-Jaque
- 1936 : Rigolboche de Christian-Jaque
- 1937 : Les Pirates du rail de Christian-Jaque
- 1937 : À Venise, une nuit de Christian-Jaque
- 1937 : Les Dégourdis de la 11e de Christian-Jaque
- 1937 : François Ier de Christian-Jaque
- 1938 : Katia de Maurice Tourneur
- 1938 : Les Disparus de Saint-Agil de Christian-Jaque [2]
- 1938 : Ernest le rebelle de Christian-Jaque
- 1939 : Visages de femmes de René Guissart [3]
- 1939 : Le Déserteur de Léonide Moguy
- 1940 : Battement de cœur d'Henri Decoin
- 1940 : Cavalcade d'amour de Raymond Bernard
- 1940 : Le Grand Élan de Christian-Jaque
- 1946 : Destins de Richard Pottier
- 1946 : Fils de France de Pierre Blondy
- 1947 : Vertiges de Richard Pottier
- 1947 : Panique de Julien Duvivier [2]
- 1948 : L'aventure commence demain de Richard Pottier
- 1948 : Si ça peut vous faire plaisir de Jacques Daniel-Norman
- 1948 : Les Bienfaits de Monsieur Ganure d'André Hugon (court métrage)
- 1948 : Une jeune fille savait de Maurice Lehmann
- 1948 : Conquêtes de Pierre Lafond (documentaire)
- 1949 : Deux amours de Richard Pottier
- 1949 : L'Homme de la Tour Eiffel (The Man on the Eiffel Tower) de Burgess Meredith [4]
- 1949 : Marlène de Pierre de Hérain
- 1949 : Dernière Heure, édition spéciale de Maurice de Canonge
- 1949 : La Patronne de Robert Dhéry
- 1950 : Meurtres ? de Richard Pottier
- 1950 : Casimir de Richard Pottier
- 1951 : Cœur-sur-Mer de Jacques Daniel-Norman
- 1951 : La Table-aux-crevés d'Henri Verneuil
- 1951 : Une fille à croquer ou Le Petit Chaperon rouge de Raoul André
- 1951 : Dakota 308 de Jacques Daniel-Norman
- 1951 : Au pays du soleil de Maurice de Canonge
- 1951 : Descendez, on vous demande de Jean Laviron
- 1952 : Rendez-vous à Grenade de Richard Pottier
- 1952 : Brelan d'as d'Henri Verneuil (film à sketches)
- 1953 : Légère et court vêtue de Jean Laviron
- 1953 : Carnaval d'Henri Verneuil
- 1953 : Mandat d'amener ou Monsieur le procureur de Pierre-Louis
- 1954 : Crainquebille de Ralph Habib
- 1954 : Soirs de Paris de Jean Laviron
- 1954 : Après vous, duchesse de Robert de Nesle
- 1955 : Interdit de séjour de Maurice de Canonge
- 1956 : Les Pépées au service secret de Raoul André
- 1956 : Les carottes sont cuites de Robert Vernay
- 1956 : Les Indiscrètes de Raoul André
- 1956 : Les Lumières du soir ou Mère abandonnée de Robert Vernay
- 1957 : Les Suspects de Jean Dréville
- 1957 : Le Septième Commandement de Raymond Bernard
- 1957 : Le Coin tranquille de Robert Vernay
- 1957 : À pied, à cheval et en voiture de Maurice Delbez
- 1957 : Quand la femme s'en mêle d'Yves Allégret
- 1959 : Messieurs les ronds-de-cuir d'Henri Diamant-Berger
- 1959 : Minute papillon de Jean Lefèvre
- 1960 : Le Cercle vicieux de Max Pécas
- 1960 : Au cœur de la ville de Pierre Gautherin
- 1961 : La Pendule à Salomon de Vicky Ivernel
- 1961 : De quoi tu te mêles, Daniela ! de Max Pécas
- 1962 : Mon oncle du Texas de Robert Guez
- 1963 : Clémentine chérie de Pierre Chevalier
- 1963 : Seul... à corps perdu ou À corps perdu de Jean Maley et Raymond Bailly
- 1964 : Faites sauter la banque ! de Jean Girault
- 1964 : Voir Venise et crever ou Agent spécial à Venise d'André Versini
- 1969 : Je, tu, elles... de Peter Földes

### À la télévision
- 1965 : Série Le train bleu s'arrête 13 fois, en 13 épisodes (saison unique)
- 1967 : Feuilleton Rue barrée d'André Versini, en 26 épisodes